# Moravská Ostrava
Moravská Ostrava (německy Mährisch Ostrau) je bývalé samostatné město na Moravě u hranic se Slezskem a od roku 1990 je to, v poněkud pozměněných hranicích, součást ostravského městského obvodu Moravská Ostrava a Přívoz. Od roku 1900 bylo až do sloučení se Slezskou Ostravou v roce 1941 centrem politického okresu Moravská Ostrava. Od roku 1992 je její historické jádro prohlášeno za městskou památkovou zónu.

## Moderní katastrální území Moravská Ostrava
Stávající katastrální území Moravská Ostrava má hranice poněkud jiné, než mělo původní město. Sice i nadále leží převážně na Moravě, ale vzhledem ke změnám hranic s katastrálními územími Muglinovem a Slezskou Ostravou, provedených po vzniku tzv. Velké Ostravy, zasahuje i do Slezska. Například několik rodinných a nájemních domů (Budečská 1938/7, Vítězná 1798/19 a Vítězná 2607/8) bylo v minulosti postaveno přímo na hranici Moravy a Slezska, která jimi prochází. Ve Slezsku leží i části rozlehlého parku Komenského Sady a severovýchodní část moderního katastru Moravské Ostravy.

## Období vrcholného středověku
Zakládací listina města se nezachovala. První písemná zmínka o Moravské Ostravě (Oztraua) se nachází v listině z 29. listopadu 1267 označované jako závěť olomouckého biskupa Bruna ze Schauenburku. V další písemné zmínce z ledna 1279 se píše o setkání pražského biskupa Tobiáše z Bechyně a Bruna ze Schauenburku v biskupském městě Ostravě ležícím za opavskou provincií. Historici se v zásadě shodují, že městská práva byla Ostravě udělena mezi léty 1268 až 1278. Stejné nejasnosti panují okolo ostravského znaku. Nejstarší figura znaku, osedlaný kůň, tak pravděpodobně pochází z erbu prvního ostravského fojta, jehož jméno se však nezachovalo.
Postupující kolonizace města znamenala nárůst počtu německých rodin, které měnily původně čistě slovanský charakter města. Z roku 1380 se dochoval první údaj o oddělování jmen obou Ostrav. Slezská Ostrava se psala jako Vendická (tj. Slovanská). Naproti tomu označení Moravské Ostravy jako Německé je doloženo až z konce 15. století. Zajímavostí však je, že se tak stalo v době, kdy se ve vedení města začali výrazněji prosazovat i Češi. Z roku 1396 pochází první zmínka o moravskoostravském hradu, později zaniklém někdy na přelomu 15. a 16. století.

## Předbělohorské období
Po husitských válkách patřila Ostrava definitivně do hukvaldského panství (od roku 1437 do roku 1848). Z 15. a 16. století se bohužel nezachovalo příliš mnoho záznamů, neboť časté požáry města nezřídka zničily i městské knihy a jiné významné dokumenty. I tak se však zachoval dostatek informací o zřejmě nejvýznamnějším ostravském pánovi té doby, Janu Čapkovi ze Sán.
V době uherských válek se olomoucké biskupství dostalo do finančních nesnází, které řešilo mj. zástavami svých statků. Dne 25. listopadu 1475 byla Ostrava zastavena Herešovi z Příluka. Olomoucké biskupství se však posléze snažilo Ostravu získat zpět, což se povedlo až biskupovi Stanislavu I. Thurzovi.
V 16. století se příznivě projevoval hospodářský růst. Kromě tradičních řemesel se v Ostravě dařilo také rybníkářství. Zpráva z roku 1531 se pochvalně zmiňuje o kvalitě kaprů a štik, které Ostravané dodávali jako naturální dávku na biskupský zámek v Kelči. Ostrava také v roce 1543 získala od biskupství pivovary, poplužní dvůr a některé peněžní dávky. Obyvatelé také neměli robotní povinnost na biskupských rybnících.
Po humanistických biskupech Stanislavu Thurzovi, Bernardu Zoubkovi ze Zdětína a Janu Dubraviovi z Doubravky získal husitské dědictví Marek Khuen, který zahájil ve své diecézi rekatolizaci. Jeho úsilí nebylo příliš úspěšné a navíc způsobilo náboženské třenice v do té doby nábožensky tolerantním městě.
Velkou ranou byl obrovský požár z května 1556, který poničil domy na náměstí i kostel. Biskup tehdy poskytl Ostravským dřevo ze svých lesů a současně je vyzval, aby město raději vystavěli z kamene. Zhruba po deseti letech bylo město znovu vystavěno a jeho hospodářství se pozvolna stabilizovalo. Současně však probíhal skrytý zápas s biskupskou vrchností, především na poli vyznání. Ostravané jako biskupští poddaní nemohli být jiného než římskokatolického vyznání, přesto celá řada z nich inklinovala k Jednotě bratrské i luterství.
V roce 1533 bylo zřízeno děkanství, které dodalo městu na vážnosti. Olomoucké biskupství se neúnavně snažilo o rekatolizaci vzpurného města, avšak počet příznivců luterství se i nadále zvyšoval. Následkem výhrůžek a trestů se nakonec městská rada podvolila a přes silný odpor obyvatel bylo luterství v Ostravě potlačeno.
Další ranou pro město byla epidemie moru na podzim roku 1585. Mezi jeho oběti patřil i ostravský děkan Ocellius. Pro obrovský počet obětí musel být zřízen nový hřbitov u městských hradeb.
Negativním zásahem do vývoje Ostravy byl nástup kardinála Františka knížete Dietrichsteina do funkce olomouckého biskupa. Kardinál se k Ostravě choval vysloveně nepřátelsky a oklešťoval měšťanská práva, jak jen mohl. Kardinál o Ostravu spolu se vším majetkem přišel v srpnu 1619, kdy jej ze země vykázali odbojní moravští páni. Avšak již 17. července 1620 skládali Ostravští opět přísahu věrnosti olomouckému biskupovi.

## Pobělohorské období

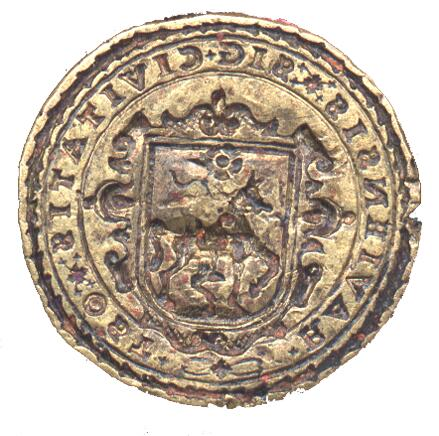
Pečetidlo města Moravské Ostravy

Ačkoliv si kardinál Dietrichstein vyjednal ochranu svých statků před vítěznou císařskou armádou, nemohl zabránit všem škodám. Válčící vojska v okolí Ostravy požadovala po obyvatelích potraviny, píci a peníze. V důsledku neustálých bojů byla navíc většina polí neobdělavatelných a úroda v roce 1622 tak byla mizerná. Pobyty vojsk ruinovaly rozpočet města a k tomu se přidala další morová epidemie v roce 1625. Dne 26. srpna 1626 obsadily Ostravu dánské oddíly Mansfeldovy armády. Ty vyrabovaly, na co přišly, navíc zajaly ostravského děkana Martina Regulina. Ten se ze zajetí vrátil až 24. dubna 1628.
V roce 1637 se majitelem Ostravy stal princ Leopold I. Vilém, který byl císařem dosazen za olomouckého biskupa. Císařův syn nikdy neobdržel biskupské svěcení, navíc byl v rozporu s církevním právem současně biskupem ve více městech. Za jeho funkčního období Ostravu dobyla švédská vojska, která se stáhla až v roce 1650.
Válečné rány prohloubila povodeň v roce 1649, která změnila tok Ostravice a poškodila mlýn, domy a usedlosti v Přívoze. Voda také sebrala úrodu z polí a zaplavila nemocnici s kostelem.
Pozvolné zlepšování začalo v roce 1661, kdy biskupství potvrdilo biskupským městům (tedy i Ostravě) cechovní artikuly. Ožívalo rybníkářství a mlynářství, výnosy začaly stoupat také díky městskému mýtu. Tradičním zdrojem příjmů pak byl pivovar. K aktivizaci života přispělo obnovení druhého jarmarku konaného v den svaté Cecílie, které byl zasvěcen boční oltář v kostele svatého Václava.
Dne 13. listopadu 1723 odňal olomoucký biskup Ostravě děkanský úřad a přenesl jej do Bílovce, čím utrpěla prestiž města.
Během slezských válek sice Ostrava nebyla ušetřena zvýšených výdajů, avšak po vratislavském a drážďanském míru získala novou strategickou pozici na hranicích. Císařovna Marie Terezie potvrdila městu všechna jeho privilegia a navíc povolila konání nového jarmarku (již šestého v roce). Ekonomický růst neměl dlouhého trvání, neboť koncem 17. století byla postavena nová císařská silnice, která Ostravu míjela.

## Období po objevu uhlí
První písemná zmínka o objevu uhlí na území Ostravy je z roku 1753, kdy přerovský krajský hejtman Václav Kořenský požádal o udělení výhradního oprávnění ke kutání uhlí. Jeho nález, který nebyl přesně lokalizován, však upadl v zapomnění. Ojedinělé nálezy se pak objevovaly i v dalších letech. V té době bylo známo, že se uhlí v Ostravě nachází, bylo však zřídka užíváno, neboť na dosah se stále nacházelo levné dříví z Beskyd.
První přesně lokalizovaný nález uhlí učinil v roce 1763 lagnovský mlynář Jan Augustin v údolí Burňa na území Polské Ostravy. Druhý nález byl v roce 1780 na petřkovickém Landeku. I tehdy ale uhlí nevzbudilo příliš velký ohlas. Systematickou těžbu začali až Wilczkové v roce 1787.

## Období průmyslové revoluce

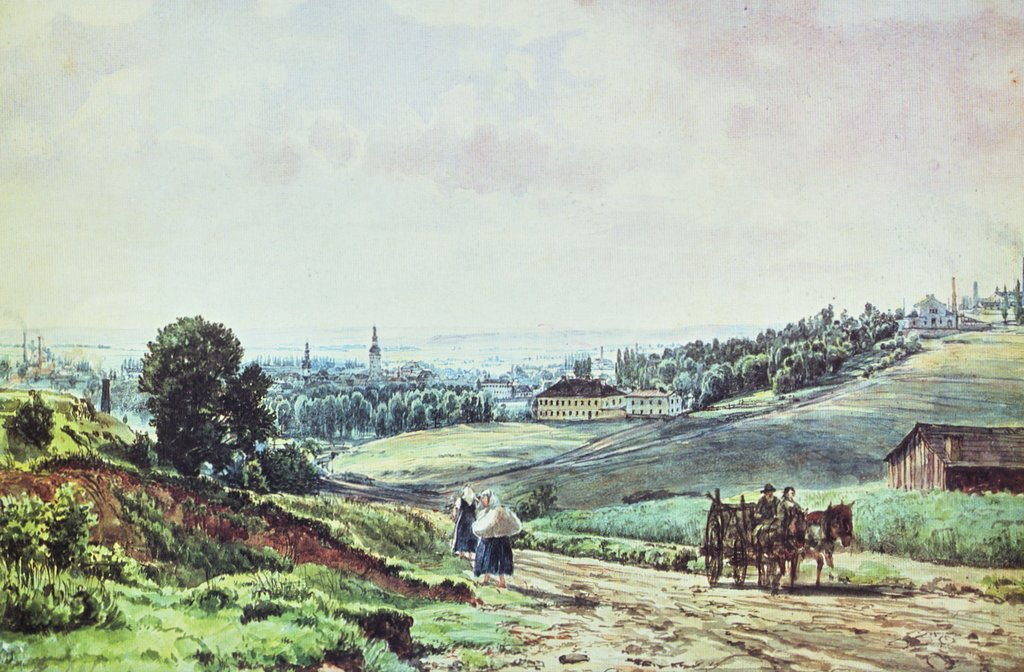
Pohled na Moravskou Ostravu z roku 1855

### Železárenský průmysl
V letech 1830–1880 prošla Ostrava bouřlivou proměnou. Z malého feudálního města se stalo jedno z center těžkého průmyslu. Podnět k tomu dal profesor Franz Xaver Riepl z vídeňské polytechniky, který na konci dvacátých let 19. století navrhl olomouckému arcibiskupovi arcivévodovi Rudolfovi, aby v Ostravě postavil nový železárenský podnik. Tato myšlenka arcibiskupa zaujala a 9. prosince 1828 vydal zakládací listinu nové pudlovny. Ta měla původně být pouze součástí již existujících frýdlantských hutí. Původní projekt se však ukázal být nereálným, proto byla Rudolfova huť ve Vítkovicích vybudována jako samostatný závod. Jako první byla postavena pudlovací pec a provoz v ní byl zahájen 16. září 1830. Jednalo se o první takovou pec v celé habsburské monarchii.

### Uhelný průmysl
Vzrůstající poptávka hutních podniků po uhlí způsobila nárůst jeho těžby. Zatímco v roce 1832 se v ostravsko-karvinském revíru vytěžilo 16 300& tun uhlí, v roce 1852 to bylo již 167 800 tun a v roce 1882 bylo vytěženo dokonce 2 617 700 tun uhlí. Na počátku třicátých let 19. století se Ostravsko podílelo 13 % na uhelné těžbě v českých zemích, zatímco v osmdesátých letech to bylo již 37 %.
Do roku 1848 patřily mezi obce nejvíce ovlivněné těžbou Polská Ostrava, Moravská Ostrava, Hrušov a Michálkovice. Ve zbývajících lokalitách se začalo těžit po roce 1849. Zajímavá byla skladba investic: do dolování investoval hrabě Wilczek, olomoucký arcibiskup, rakouský stát, Josef Zwierzina či Salomon Mayer Rothschild. Právě Rothschildové měli v osmdesátých letech pod kontrolou polovinu veškeré ostravské těžby.

### Ostatní průmysl
Vedle železárenského a uhelného průmyslu se v Ostravě začala prosazovat i jiná průmyslová odvětví. A tak roku 1851 byla v Hrušově otevřena První rakouská továrna na sodu. V roce 1865 byla založena továrna na rafinaci petroleje a parafínu. Potravinářský průmysl byl v Ostravě zastoupen jen velmi slabě, prakticky se jednalo o měšťanský pivovar, mlýny a lihovary. Krátkou kapitolou byl moravskoostravský cukrovar (v letech 1848–1859). Mnohem větší rozmach zaznamenalo stavebnictví, jen cihelen bylo v Ostravě minimálně deset a stavebních firem sedm.

## Období nejvýznamnější průmyslové oblasti v monarchii

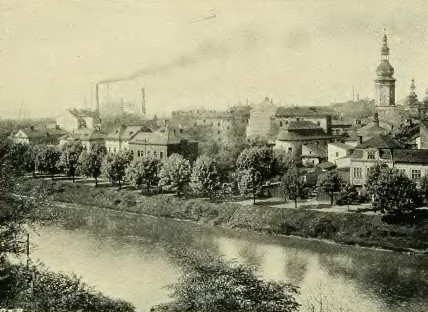
Pohled na Moravskou Ostravu z roku 1911

Od roku 1880 až do konce habsburské monarchie v roce 1918 se Ostrava stala nejvýznamnější průmyslovou oblastí Rakouska-Uherska. Hospodářský potenciál aglomerace, hustota osídlení a další aspekty způsobily, že se město stalo významným ekonomickým a politickým faktorem v českých zemích i celé říši.

### Uhelný průmysl
Těžba uhlí převzala majoritní podíl na průmyslové výrobě města. V roce 1892 pracovalo 53,5 % lidí v uhelném průmyslu. Zatímco v roce 1892 se vytěžilo v celé aglomeraci 2,7 milionů tun uhlí (v Moravské Ostravě 638 tisíc tun), v roce 1914 to bylo již 4,4 milionů tun (v Moravské Ostravě 767 tisíc tun).

### Železárenský průmysl
V rámci aglomerace na druhém (v Moravské Ostravě na třetím) místě byl průmysl železa, kovů a strojírenství. Výroba se postupně koncentrovala na území Moravské Ostravy, Vítkovic a Zábřehu nad Odrou. V roce 1893 se vyrobilo 193 tisíc tun surového železa, v roce 1900 to bylo již 260 tisíc tun a v roce 1912 stoupla produkce na půl milionu tun surového železa. Vítkovické železárny v roce 1889 dokonce vyvinuly tzv. vítkovický pochod, což byla nová metoda výroby oceli, která se používala pro většinu vyráběné oceli.

### Ostatní průmysl
Hrušovská chemička i nadále expandovala a rozšiřovala svou výrobu. Rafinerie minerálních olejů byly v Ostravě dokonce dvě. V roce 1892 byla v Zábřehu nad Odrou postavena továrna na zpracování vedlejších produktů koksování. Velký rozmach zažívalo také stavebnictví. Potravinářství však bylo prakticky zcela vytlačeno, zastupovaly jej prakticky jen místní pivovary.

### Podnikání
Spolu s průmyslem ožívalo také živnostenské, obchodní a finanční podnikání. Soustředilo se především do Moravské Ostravy. Tradičně silně byly zastoupeny pohostinské živnosti. S rozmachem průmyslu působili i živnostníci do té doby v Ostravě neznámí, jako povozníci, fiakristé a drožkáři. Pikantní byl provoz několika desítek nevěstinců v ostravských ulicích. V roce 1898 zde otevřela svou pobočku Živnostenská banka, ve stejném roce vznikla i první místní banka (Moravskoostravská obchodní a průmyslová banka).

## Období v samostatné československé republice

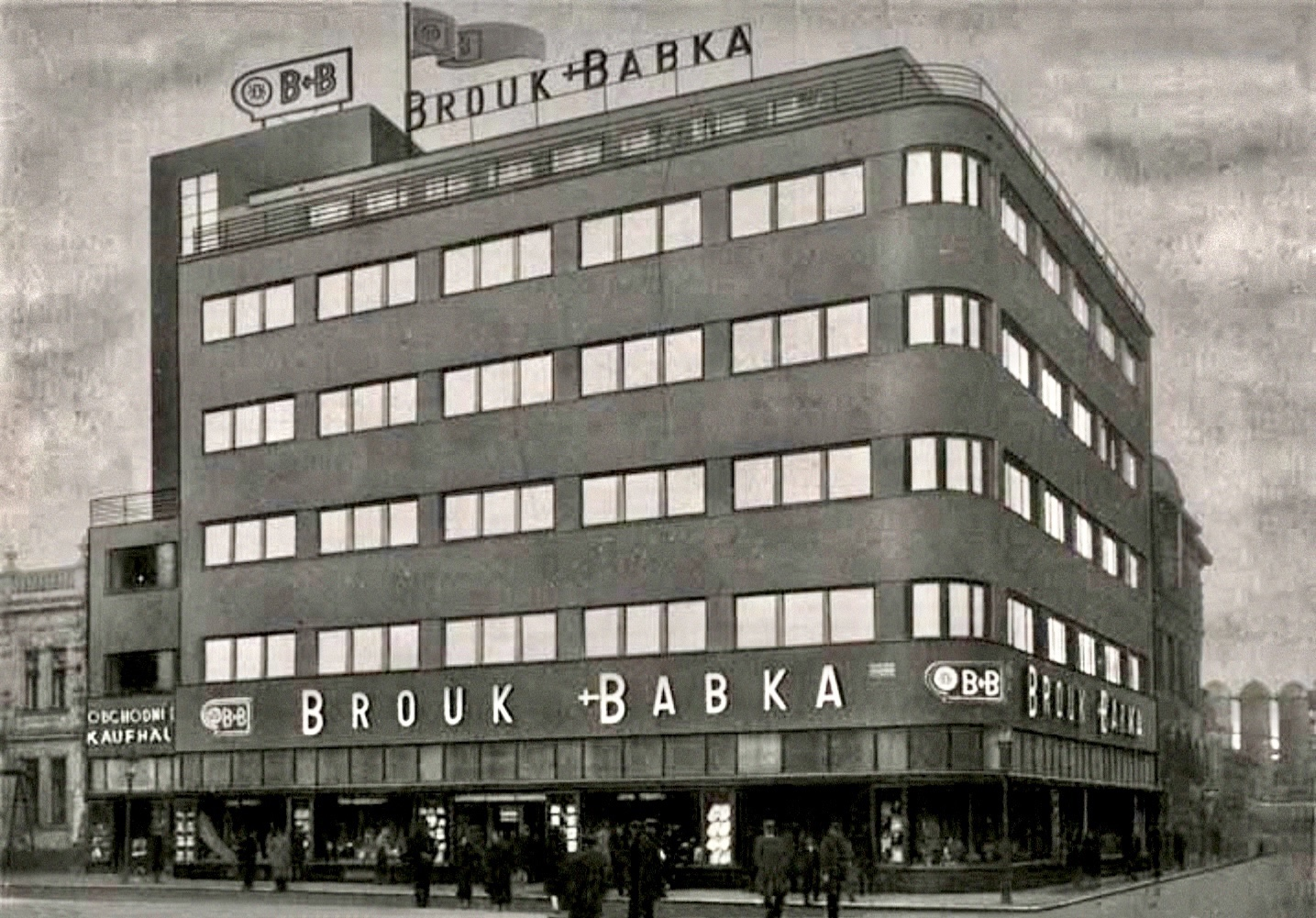
Obchodní dům Brouk a Babka

Po vzniku samostatného československého státu přešly postupně veškeré úřady do rukou českých zástupců. Složitá národnostní situace na Ostravsku si vyžádala reorganizaci místní správy a vedla ke vzniku konceptu tzv. Velké Ostravy. Přesto však Ostrava neměla takové postavení, jako jiná města srovnatelná významem a velikostí. Na rozdíl od např. Olomouce či Opavy neobdržela vlastní statut (charakter politického úřadu první stolice). Ve městě se nenacházela ani obchodní a živnostenská komora.

### Báňský a energetický průmysl
Ačkoliv odbytové podmínky na nově vzniklém trhu Československa nebyly jednoduché, pozice Moravské Ostravy byla příznivá. Zdejší těžký průmysl mohl přímo uspokojovat požadavky na výrobky, které jiné oblasti specializované na lehký průmysl nemohly nabídnout. I v Ostravě se však projevil útlum během hospodářské krize. Hlavním zdrojem příjmů bylo samozřejmě uhlí, kterého se např. v roce 1929 vytěžilo jen v Moravské Ostravě 2 291 900 tun (v celém revíru pak 5 746 000 tun). Stejně důležitá byla produkce koksu, který nacházel uplatnění nejenom na tuzemských, ale také na zahraničních trzích. V Moravské Ostravě se tak v roce 1929 vyrobilo 1 889 000 tun koksu (v celém revíru pak 1 997 400 tun). Ruku v ruce s průmyslem uhlí a koksu šla výroba elektrické energie, která v roce 1929 dosáhla 276 056 000 kWh.

### Hutní a strojírenský průmysl
Největším průmyslovým podnikem Moravské Ostravy byly Vítkovické železárny, které dokázaly překonat dopady hospodářské krize rychle a bez větších ztrát. Kromě běžného sortimentu začaly produkovat také výrobky pro zbrojní účely. Kromě Vítkovických železáren působily na území města i jiné podniky s podobným zaměřením, ty však na trhu zabíraly podstatně menší podíl.

### Chemický průmysl
Kromě již zavedených chemických podniků vznikly v Ostravě i jiné chemické závody. Jmenovat lze např. Moravskoostravské chemické závody, Přívozské závody minerálních olejů či Spolek pro chemickou a hutní výrobu. Největším zásahem do rozvoje chemického průmyslu však bylo založení Československých továren na dusíkaté látky v Mariánských Horách.

### Stavební průmysl
Zatímco výstavba bytů a jiných obytných prostor spíše živořila, obchodní výstavba zažívala pravý boom. Obchodníci ve velkém rekonstruovali a přistavovali, movitější dokonce zahájili výstavbu vlastních velkoobchodů, z nichž některé patřily ve své době k největším svého druhu ve střední Evropě. V roce 1928 byla dokončena přístavba obchodního domu Rix, o rok později byl postaven obchodní dům Brouk a Babka. Čilý obchodní ruch přilákal pozornost bank, které si zde začaly stavět reprezentativní sídla. Vzrostl také počet nově postavených administrativních budov, z nichž nejvýznamnější byla Nová radnice.
V meziválečné době vznikly v Moravské Ostravě také dvě vynikající stavby moderní architektury od dvou velkých osobností mezinárodního stylu (funkcionalismu), obchodní dům Pešat od Bohuslava Fuchse a Obchodní dům Bachner od Ericha Mendelsona.

## Období protektorátu

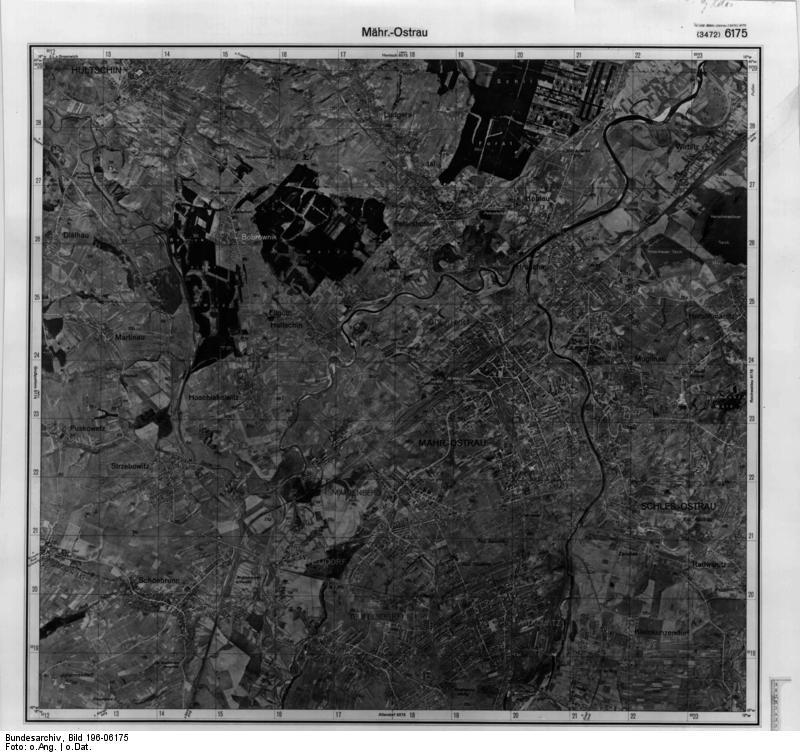
Letecký pohled na Moravskou Ostravu (rok neznámý)

Dne 10. října 1938 obsadily německé oddíly tzv. páté pásmo, čímž posunuly hranici Německa až k Moravské Ostravě. Tím způsobily značné zásobovací i odbytové problémy. Německá okupace pak vyvrcholila 14. března 1939, kdy od 17. do 20. hodiny proběhlo obsazení zbytku města. Německá menšina nadšeně vítala své „osvoboditele“ a horlivě pomáhala zavést německý pořádek. Ten se mj. projevil zavedením jízdy vpravo, takže již 15. března 1939 ve čtyři hodiny ráno vyjela první ostravská tramvaj po pravé koleji.
Veškeré ostravské průmyslové podniky v českém vlastnictví byly obratem ruky převedeny na německé společnosti. Nejvýznamnější pozici na Ostravsku tak získaly Göringovy závody. Nacisté věnovali největší péči těžbě uhlí a výrobě koksu, které potřebovali pro rozšíření zbrojní výroby. Těžbu uhlí neustále navyšovali, aniž by se ohlíželi na devastující následky neuvážené těžby.
Válečná ekonomika Ostravy vyvrcholila v roce 1943, poté s blížícím se kolapsem německé říše klesala výroba, vázly dodávky i odbyt, přibývalo sabotáží.
Jedním z mála pozitivních důsledků okupace bylo připojení Slezské Ostravy (a dalších slezských obcí) k Moravské Ostravě, čímž se naplnila původní myšlenka Velké Ostravy.

## Osobnosti
- Oldřich Doležal (1912–1983), pilot 311. československé bombardovací perutě RAF
- František Ladislav Fořt (1910–?) účastník protinacistického odboje v období druhé světové války a politický vězeň
- Augustin Handzel (1886–1952), český sochař
- Karel Handzel (1885–1948), český spisovatel, novinář a překladatel
- Jan Evangelista Mácha ( 1798 - 1845), ThDr., profesor Starého zákona na olomoucké teologické fakultě, v r. 1835 její děkan, v r. 1836 byl i rektorem